# Pteriomorphia
Pteriomorphia é uma infraclasse de moluscos pertencente à classe Bivalvia. Para além das ordens actuais, este taxon inclui algumas ordens extintas, nas quais provavelmente se incluem algumas famílias basais, como as Evyanidae, Colpomyidae, Bakevelliidae, Cassianellidae e Lithiotidae sendo que os mais antigos Pteriomorphia são conhecidos desde o Ordoviciano Inferior.

## Descrição
Os moluscos da infraclasse Pteriomorpha são algo heterogéneos com musculatura e charneira variaveis, as conchas podem ser calcíticas ou aragonitícas ou ser constituídas por estes dois minerais, respiram e alimentam-se por Ctenídios ou Brânquias do tipo lamelibrânquio e são epibentónicos.  Alguns ligam-se ao substrato por meio de um bisso.  O pé é reduzido e as margens do manto não são fundidas.  As brânquias são em geral grandes e são para além das trocas gasosas também utilizadas na captura de alimentos. Este grupo inclui espécies bem conhecidas, como mexilhões, vieiras e ostras.

## Sistemática
Ordens integradas na infraclasse Pteriomorphia 
- Cyrtodontoida† Scarlato & Starobogatov 1971
- Colpomyida† Carter, 2017
- Myalinida† H. Paul, 1939
- Arcida Stoliczka, 1870 (Arcas)
- Limida Waller, 1978
- Mytilida Férussac, 1822 (mexilhões marinhos)
- Ostreida Férussac, 1822 (ostras)
- Pectinida Adams & Adams, 1857 (vieiras)

## Bibliografia

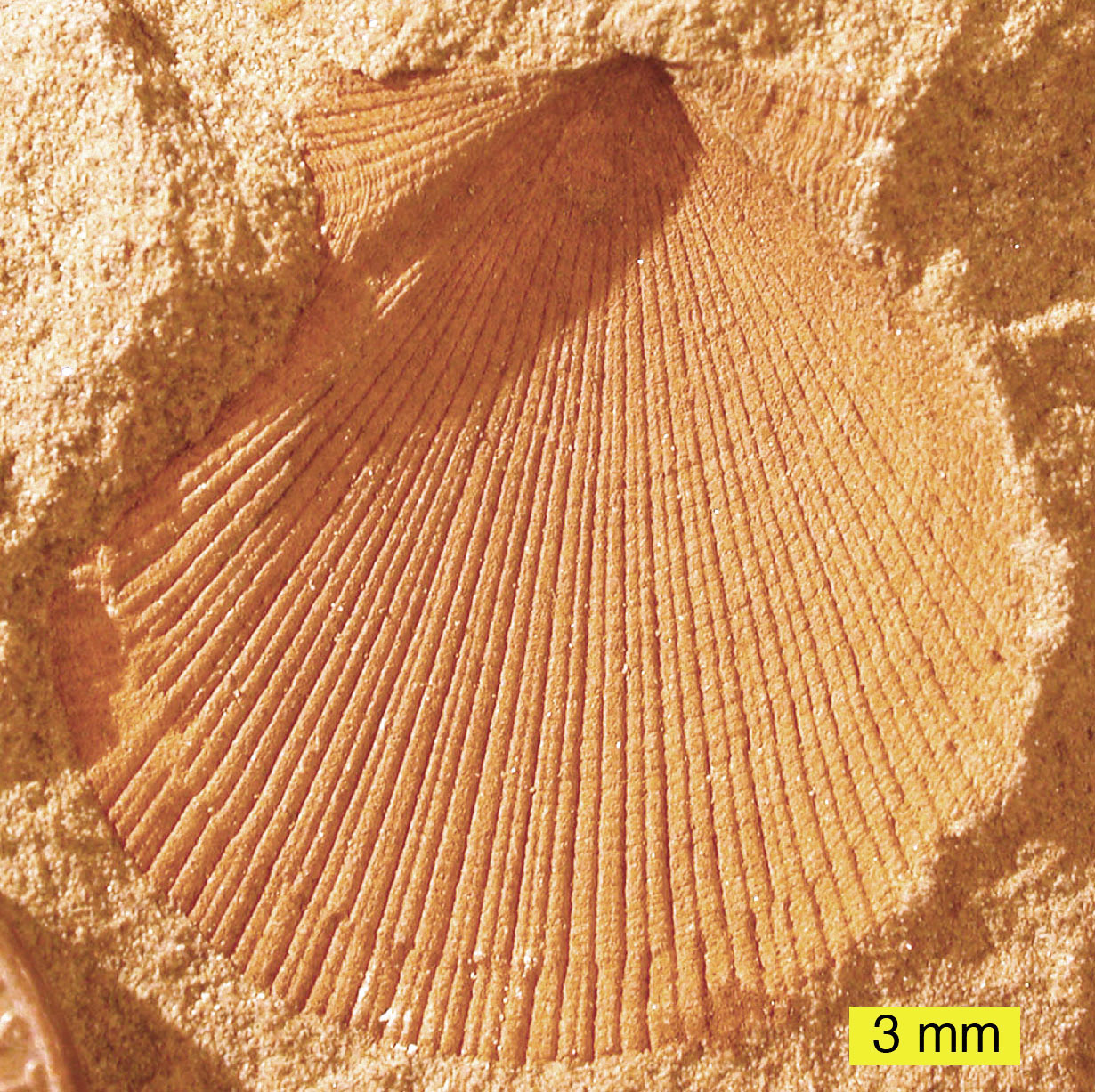
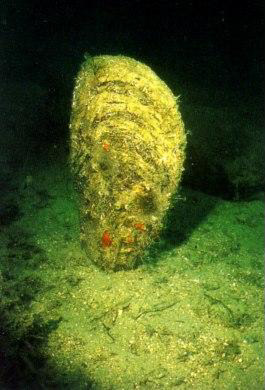
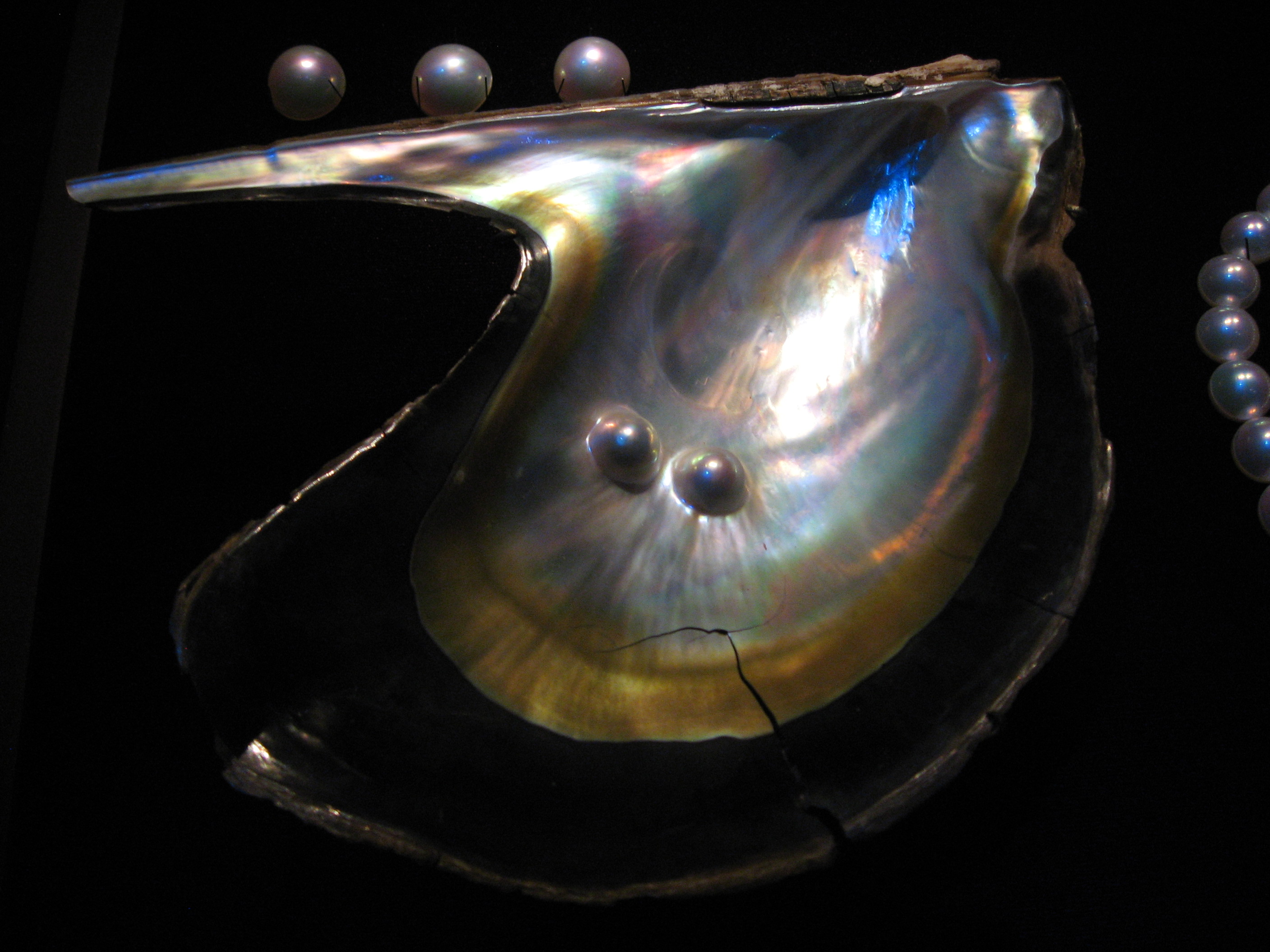
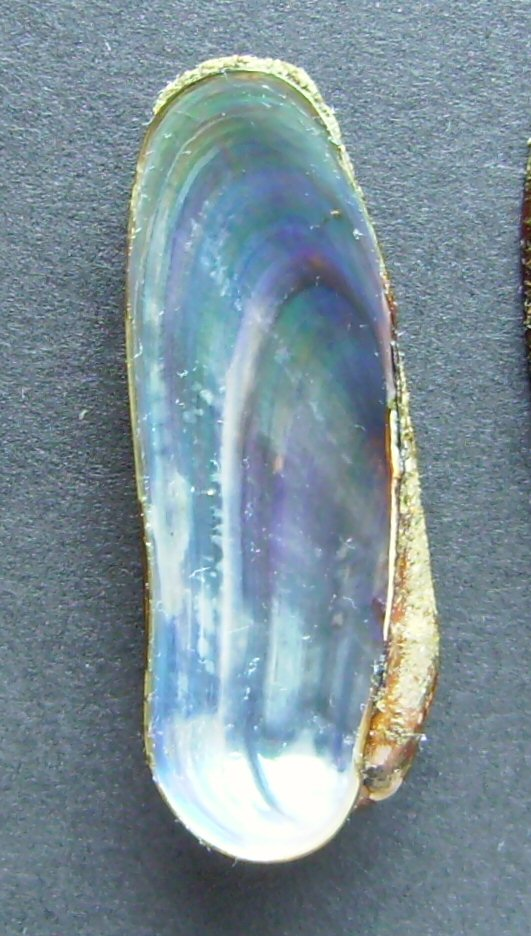
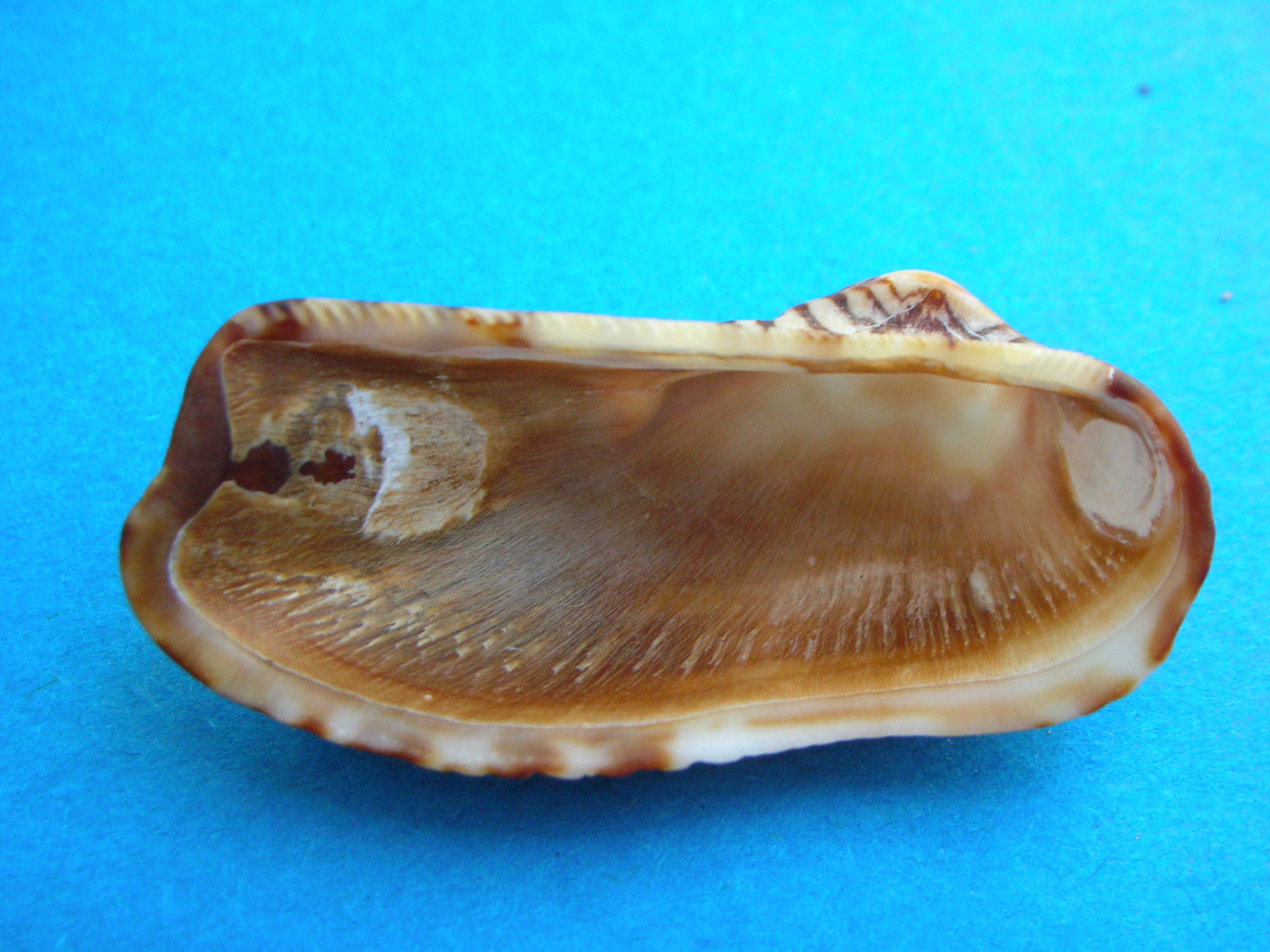